# Krucifix (Hrochův Týnec)
Pískovcový krucifix se od roku 1763 nalézá na západním okraji města Hrochův Týnec v okrese Chrudim. Krucifix stojí na rozcestí silnic III/355 vedoucí na Trojovice a III/35821 vedoucí na Honbice. Krucifix je od 2. ledna 2007 chráněn jako nemovitá kulturní památka ČR.

## Historie
Krucifix byl postaven v roce 1763 zdejší církevní vrchností na paměť sedmileté války v letech 1756 - 1763, která město Hrochův Týnec silně poznamenala.

## Popis
Pískovcový krucifix stojí na západním okraji města Hrochův Týnec v zatáčce silnice vedoucí do obce Trojovice. Krucifix stojí v čtvercovém ozdobném kovovém ohrazení s dvířky na čelní straně.
V ohrazení stojí na pískovcovém stupni nízký hranolový, nahoře profilováním okosený podstavec ozdobený na čelní straně zahloubeným rámečkem.
Na podstavci stojí užší pilíř s volutově rozšířenými boky zakončený nahoře profilovanou římsou. Čelní stranu pilíře zdobí vyhloubený rámec s latinským nápisem: „ConsILIo et InDVstrIa patrIs ConstantInI Berann proMotorIs P.G.“. Rovněž zadní stranu pilíře zdobí další latinský nápis s chronogramem 1763: „BeLLo fInIto pIetas DoMInII pro hoLoCaVsto erIcIt.“ 
Na římse pilíře stojí nízký profilovaný podstavec pískovcového krucifixu, na kterém stojí kříž s drobným zlaceným korpusem Krista a tabulkou se zlaceným nápisem INRI nad hlavou. Kříž je baňatě rozšířen u paty a jeho ramena jsou trojlistě zakončena.

## Galerie

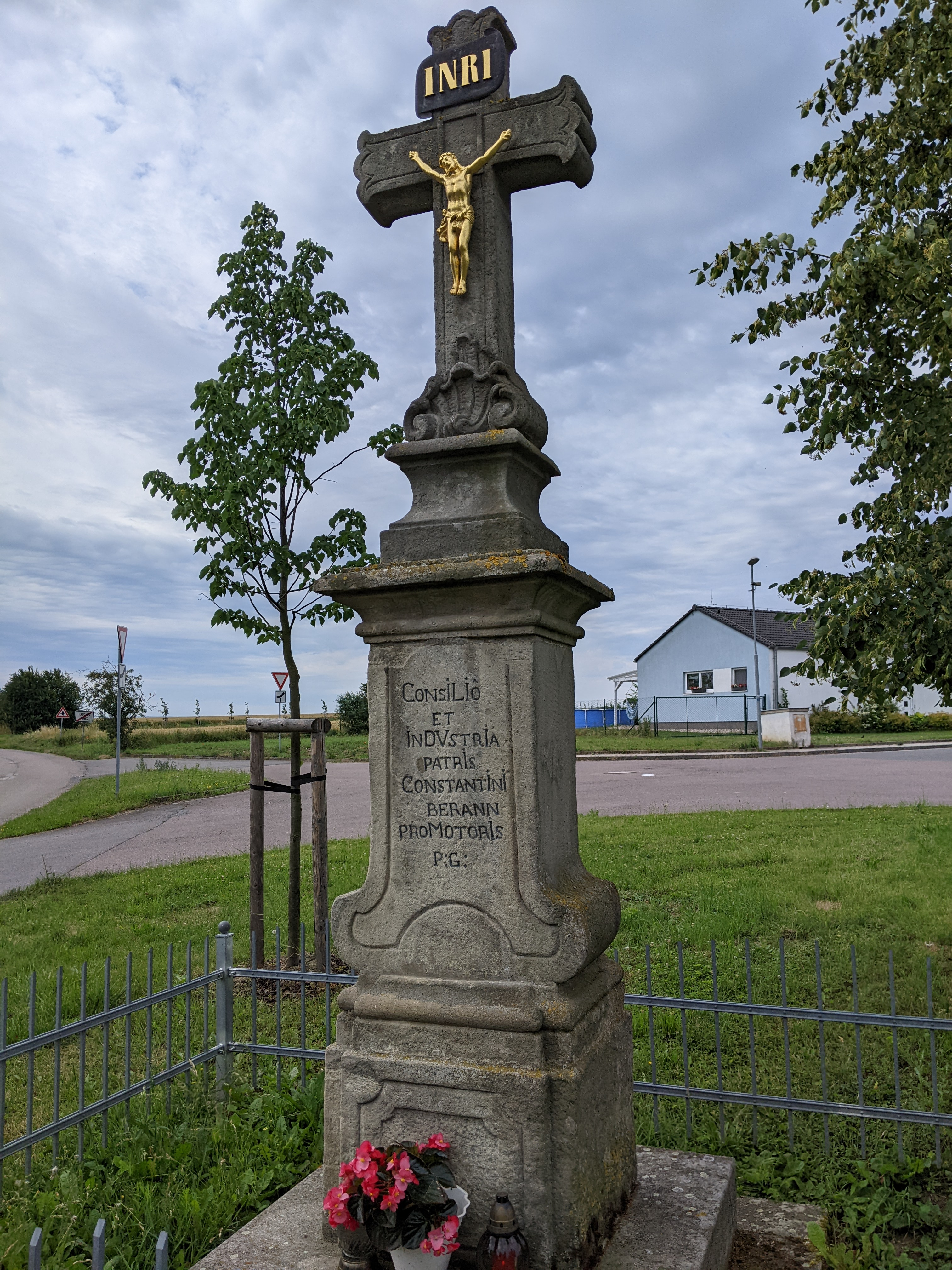
pohled na krucifix v Hrochově Týnci v roce 2022
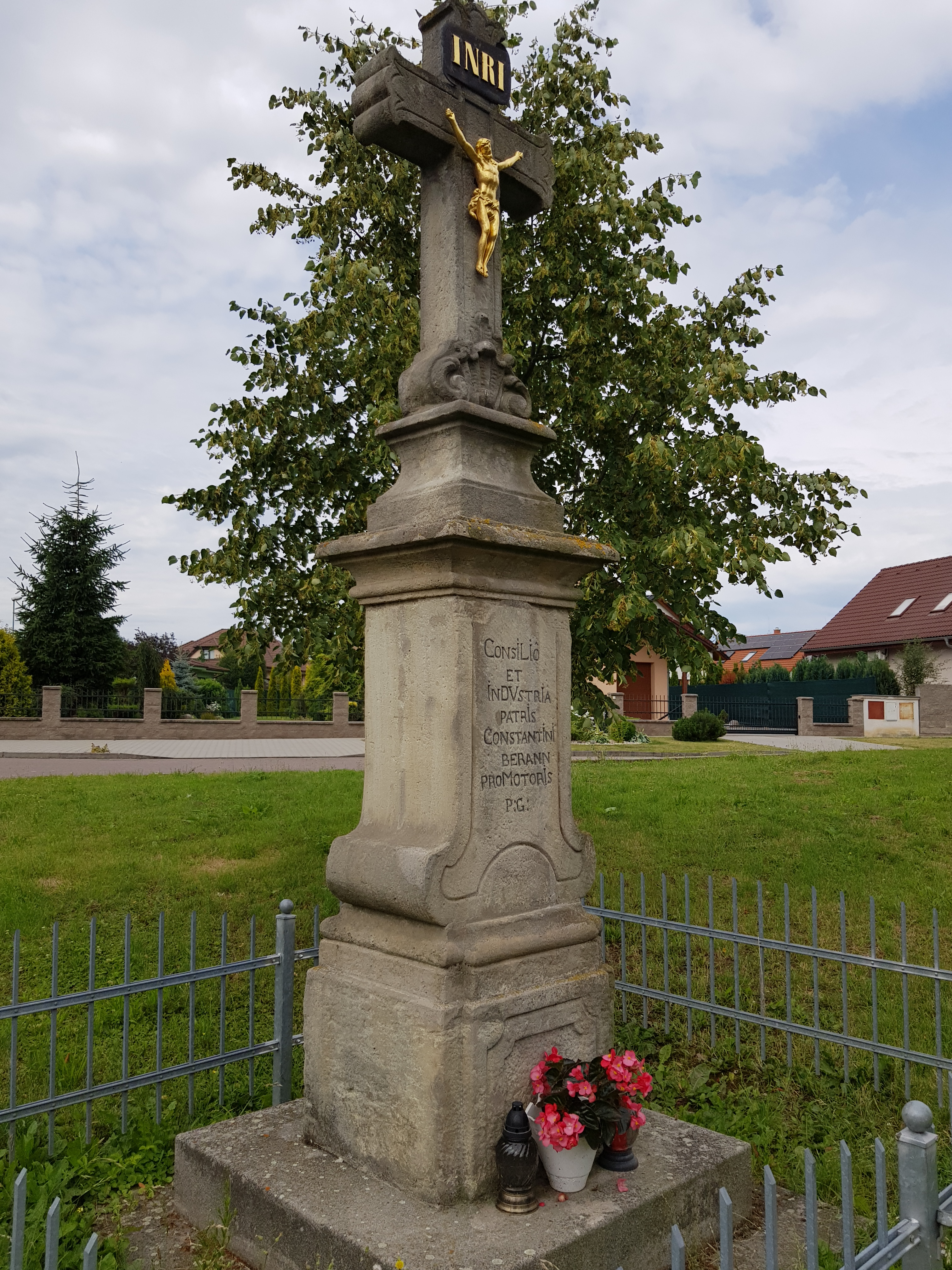
pohled na krucifix v Hrochově Týnci v roce 2022